# Julie Deiters
Julie Bénédicte Deiters (Meudon (Frankrijk), 4 september 1975) is een voormalig Nederlands hockeyster. Deiters speelde 116 interlands (14 doelpunten) voor de Nederlandse vrouwenhockeyploeg.
Eerste interland: 4 februari 1997 (Zuid-Afrika-Nederland 1-1)
Laatste interland: 26 augustus 2001 (Nederland-Argentinië 2-3)
Positie: Verdediging
Club(s): Gooische en Amsterdam
Dillianne van den Boogaard · 
Minke Booij · 
Ageeth Boomgaardt · 
Julie Deiters · 
Mijntje Donners · 
Fleur van de Kieft · 
Fatima Moreira de Melo · 
Clarinda Sinnige · 
Hanneke Smabers · 
Minke Smabers · 
Margje Teeuwen · 
Carole Thate · 
Daphne Touw · 
Macha van der Vaart · 
Myrna Veenstra · 
Suzan van der Wielen ·
Coach: Tom van 't Hek